# ديبي راسيل
ديبي راسيل (بالإنجليزية: Debbie Russ)‏ هي ممثلة بريطانية، ولدت في 2 أغسطس 1960 في إنجلترا في المملكة المتحدة.

## وصلات خارجية
- ديبي راسيل على موقع IMDb (الإنجليزية)
- ديبي راسيل على موقع قاعدة بيانات الفيلم (الإنجليزية)